# Eduard von Selchow
Friedrich Eduard von Selchow (* 13. Oktober 1791 in Vehra; † 1868) war ein preußischer Kammerherr und Rittergutsbesitzer.

## Leben
Er stammte väterlicherseits aus dem Adelsgeschlecht von Selchow und war der jüngste Sohn des Kammerjunkers Friedrich Wilhelm von Selchow, der Erb-, Lehn- und Gerichtsherr auf Vehra und Henschleben war. Sein Vater starb am 6. August 1819 und gemeinsam mit seinen beiden älteren Brüdern Carl Ludwig (* 1777) und Friedrich Leopold (* 1778) erbte er die in Thüringen gelegenen väterlichen Rittergüter Vehra und Henschleben. Daneben hatte er noch zahlreiche Schwestern.
Eduard Selchow hielt sich in dieser Zeit bereits in Ratibor und Rudnick in Oberschlesien auf und beauftragte den Amtshauptmann Friedrich Wurmb auf Großfurra, für ihn als Bevollmächtigter in Lehnsangelegenheiten gegenüber dem Oberlandesgericht Naumburg aufzutreten. Obwohl es seine Pflicht war, persönlich den Lehnseid zu leisten, ließ er sich 1822 vom Gerichtsamt seines Allodialrittergutes Schonowitz damit entschuldigen, nicht nach Naumburg reisen zu können, da es die Administration der „bedeutenden Güther Schonowitz, Rudnick und Ponienczitz“ es ihm nicht erlauben würde. Der König Friedrich Wilhelm von Preußen erließ ihn daraufhin am 25. April 1822 in Berlin die Verpflichtung zum persönlichen Erscheinen vor dem Oberlandesgericht und entschuldigte den begangenen Lehnsfehler.

## Familie
Eduard von Selchow heiratete im Jahre 1818 Josepha Friederike von der Marwitz (1802–1869). Der Ehe entsprossen zehn Kinder, von denen Friedrich Wilhelm Eugen von Selchow (1828–1897), preußischer Regierungsrat und Ehrenritter des Johanniterordens, sowie Friedrich Wilhelm Eduard (1830–1880), preußischer Premierleutnant, die Linie mit Söhnen und Töchtern fortsetzen konnten.

## Ehrungen
- Ehrenritter des Johanniterordens